# Strömvallen
Das Strömvallen ist ein reines Fußballstadion in der schwedischen Stadt Gävle. Es war die Heimspielstätte der Fußballmannschaften von Gefle IF und Brynäs IF insbesondere während ihrer Spielzeiten in der Allsvenskan, wurde aber auch für andere Zwecke wie etwa Bandy-Spiele genutzt. 2015 zog Gefle IF für seine Spiele im schwedischen Profifußball in das neu gebaute Gavlevallen.
Das Stadion Strömvallen bekam seinen Namen am 3. Juli 1923.

## Vorgeschichte – Strömdalens IP
Seit dem Jahr 1892 gab es in der Stadt Pläne einen neuen Sportplatz zu schaffen, der den gewachsenen Ansprüchen an einen solchen gerecht würde. Im September 1900 beschlossen Stadtvertreter dem Gefle IF ein Gelände für den neuen Sportplatz zur Verfügung zu stellen, andere Sportvereine sollten aber den kommenden Platz auch nutzen dürfen. Drei Jahre später (1903) war der neue Sportplatz fertig und hieß nun Strömdalens IP (Strömdalens Idrottsplats). Der Platz verfügte über ein Fußballfeld (l00×64 Meter), eine provisorische Laufbahn (Grasmatten rund ums Feld) und Sitzplätze für 400 Zuschauer.
In den nächsten zehn Jahren wurde der Sportplatz weiter ausgebaut, so bekam der Platz eine richtige Laufbahn, neue Holztribünen und Umkleidungsräume mit Duschen (alles 1907). Im Jahr 1909 übernahm die Stadt Gävle die Sportplatzverwaltung. Aus Anlass der 1915 auf dem Strömdalens IP stattfindenden schwedischen Leichtathletikmeisterschaft bekam die Laufbahn eine neue Lauffläche aus Asche und die Meisterschaft konnte vor 5.000 Zuschauern erfolgreich durchgeführt werden. In den Jahren 1920 bis 1923 wurde die Sportanlage umfangreich umgebaut, so wurden das Fußballfeld, wie auch alle Kampfbahnen erneuert, wie auch eine neue überdachte Tribüne für 1.600 Zuschauer errichtet (Beginn September 1922).

## Strömvallen (1923 bis heute)
Am 3. Juli 1923 wurde der modernisierte Sportplatz unter dem neuen Namen Strömvallen eingeweiht. Anfang der 30er Jahre wurde das Fußballfeld auf internationale Maße erweitert und weitere Stehplatztribünen an der Nord- und Westseite errichtet (fertig 1933). In den 40er Jahren liefen viele Feuerwehrmänner für Gefle IF und nahmen erfolgreich an Wettkämpfen teil. Darunter waren u. a. Henry Eriksson und Gunder Hägg. Daneben konnte im Jahr 1949 der erste Weltrekord für das Stadion Strömvallen vermeldet werden, als die schwedische 4-mal-1500-Meter-Staffel mit den Läufern Olle Åberg, Ingvar Bengtsson, Gösta Bergkvist, Henry Eriksson diesen Rekord mit 15:30,2 Minuten aufstellte.
In den Wintermonaten wurde in dieser Zeit (1920–1959) das Stadion für Schlittschuhlaufen und Bandy genutzt. So fand hier 1939 unter anderem das Finale der schwedischen Meisterschaft im Bandy zwischen IK Huge und Nässjö IF statt.
Mitte der 60er Jahre wurden die Tribüne im Strömvallen weiter ausgebaut. Das war auch nötig, da in den 70er und 80er Jahren der Fußballverein Brynäs IF und später auch Gefle IF in der ersten schwedischen Fußballliga spielten. Nachdem im Jahr 1984 in der Stadt das neue Gävlestadion erbaut war, wurden im Strömvallen die Laufbahnen entfernt, womit das Stadion zum reinen Fußballstadion wurde.
Zum 100-jährigen Jubiläum des Schwedischen Sportverbandes wurde Strömvallen in die Liste von 100 schwedischen sporthistorischen Stätten aufgenommen.
Nachdem Gefle IF im Jahr 2004 in die Allsvenskan aufgestiegen war, wurde vor der Saison 2005 die Kapazität weiter auf 7.200 Zuschauer ausgebaut. Aufgrund verschärfter Richtlinien für Stadien durch den schwedischen Verband begann der Klub mit der Gemeinde Gävle die Planungen für einen Stadionneubau, der 2015 mit dem Gavlevallen in direkter Nähe zur Gavlerinken Arena und dem Gunder-Hägg-Stadion abgeschlossen wurde.

## Fakten
- Die Publikumskapazität liegt heute bei 7.200 Menschen.
- Der absolute Publikumsrekord stammt aus der Leichtathletikhochzeit in den 40er Jahren. Am 29. Juli 1942 wurden 9.333 Zuschauer gezählt. Der Rekord für ein Bandyspiel mit 8.426 Zuschauern stammt vom 28. Januar 1951, als Forsbacka gegen Bollnäs spielte. Im Fußball stammt der Rekord aus dem Jahr 1983, als Gefle IF gegen den IFK Göteborg vor 7.573 Menschen spielte.
- Die Spielfläche besteht aus Kunstrasen mit Rasenheizung und hat die Maße 100 × 65 Meter.